# Clorobenzen
Clorobenzenul, clorura de fenil sau clorobenzolul (C6H5Cl) este un compus halogenat aromatic monoclorurat derivat de la benzen ce are un miros asemănător cu cel al naftalinei, fiind insolubil în apă și solubil în solvenți organici.

## Proprietăți
Clorura de benzol este inflamabilă, vaporii cu aerul formează amestecuri explozive. Clorura de benzol acționează agresiv, fiind iritant al pielii și anumite mase plastice pe care le atacă sau dizolvă. Vaporii săi sunt narcotici și toxici, dăunând sistemului nervos.

## Obținere
Clorura de benzen se obține prin combinarea benzenului cu clorul, reacție numită clorurare electrofilă, în prezența  clorurii ferice pe post de catalizator, cu formarea unui produs secundar nedorit  paradiclorbenzol. Se mai pot utiliza și alți acizi Lewis, precum este clorura de aluminiu:
În laborator se poate utiliza reacția Sandmeyer.

## Utilizare
Clorura de benzol este utilizat ca:
- diluant pentru uleiuri, grăsimi, rășini, cauciuc, etil-celuloză și bachelitei.
- conducător termic, sau la producerea siliconilor  (Phenylsiloxani)
- producerea de insecticide, coloranți, medicamente și substanțe aromatice